# Vito De Grisantis
Vito De Grisantis (Lecce, 20 agosto 1941 – Tricase, 1º aprile 2010) è stato un vescovo cattolico italiano, dal 13 maggio 2000 fino alla sua scomparsa vescovo di Ugento-Santa Maria di Leuca.

## Biografia
Nacque a Lecce, secondo di 5 figli, da una famiglia originaria di Turi da parte di padre, e di Noicattaro da parte di madre, trasferitisi poi nel capoluogo salentino. 

### Formazione e ministero sacerdotale
Compì gli studi classici presso il Liceo "Palmieri" di Lecce, quindi quelli teologici presso il Pontificio Seminario regionale di Molfetta.
Il 27 giugno 1965 venne ordinato presbitero dal vescovo Francesco Minerva.
Frequentò il corso biennale della facoltà di Scienze dell'educazione, con indirizzo in Sociologia dell'educazione, presso l'Università Pontificia Salesiana di Roma e conseguì il dottorato in Teologia (summa cum laude) con specializzazione in "Teologia del matrimonio e della famiglia" presso l'odierno istituto "Giovanni Paolo II" per studi su matrimonio e famiglia della Pontificia Università Lateranense di Roma.
In diocesi di Lecce rivestì diversi incarichi come direttore spirituale nel Seminario vescovile, dove fu anche docente di Italiano e Latino, segretario dell'Ufficio amministrativo diocesano e vice assistente diocesano della Gioventù italiana di Azione cattolica. È stato poi vicario cooperatore nella parrocchia di Santa Rosa a Lecce dal 1970 al 1974 quando era parroco il futuro cardinale Salvatore De Giorgi, quindi, sempre qui, vicario economo ed infine, con la nomina a vescovo di De Giorgi, parroco dal 1975 al 2000 per ben 25 anni. Fu in questi anni anche vicario foraneo della città di Lecce e vicario episcopale per il laicato, direttore dell'Ufficio diocesano di Pastorale familiare e delegato dell'arcivescovo per il consultorio familiare cattolico "La Famiglia" e consulente etico presso lo stesso consultorio.
Membro del Consiglio episcopale, del Consiglio presbiterale, del Consiglio pastorale diocesano, del Collegio dei consultori, del Consiglio per la rimozione e trasferimento dei parroci, svolse poi le mansioni di docente di Teologia pastorale del Matrimonio e della famiglia presso l'Istituto superiore di scienze religiose di Lecce e di insegnante di Religione presso il liceo scientifico "De Giorgi", sempre nel capoluogo salentino.

### Ministero episcopale

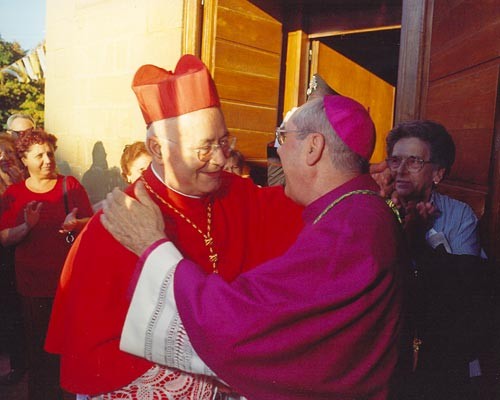
De Grisantis (a destra) che abbraccia il cardinale De Giorgi a Lecce.

Il 13 maggio 2000 fu nominato vescovo di Ugento-Santa Maria di Leuca da papa Giovanni Paolo II. Fu consacrato vescovo il successivo 26 giugno dal cardinale Salvatore De Giorgi in una gremita piazza del Duomo, co-consacranti Cosmo Francesco Ruppi, arcivescovo di Lecce e Domenico Caliandro, suo predecessore nella diocesi del capo salentino e trasferito a Nardò-Gallipoli. Prese possesso canonico della diocesi il 29 luglio.
Il 14 giugno 2008 accolse a Santa Maria di Leuca il papa Benedetto XVI in occasione della visita ufficiale nella sua diocesi nella quale pregò davanti all'icona della madonna nel santuario di Santa Maria di Leuca e celebrò la messa nella piazza antistante.
Nei primi mesi del 2010 avviò un progetto di microcredito sociale denominato "Tobia".
Morì il 1º aprile 2010 all'ospedale "Giovanni Panico" di Tricase, dopo mesi di sofferenza, a causa di un linfoma. È sepolto nel cimitero monumentale di Lecce.
In suo onore, a Lecce, nel quartiere Santa Rosa, dove è stato parroco per 25 anni, è stata intitolata una piazzetta vicino la chiesa parrocchiale come risultato di una richiesta popolare a segno della riconoscenza di tutta una comunità cresciuta nei suoi numerosi anni da sacerdote leccese prima di divenire vescovo.

## Genealogia episcopale
La genealogia episcopale è:
- Cardinale Scipione Rebiba
- Cardinale Giulio Antonio Santori
- Cardinale Girolamo Bernerio, O.P.
- Arcivescovo Galeazzo Sanvitale
- Cardinale Ludovico Ludovisi
- Cardinale Luigi Caetani
- Cardinale Ulderico Carpegna
- Cardinale Paluzzo Paluzzi Altieri degli Albertoni
- Papa Benedetto XIII
- Papa Benedetto XIV
- Cardinale Enrico Enriquez
- Arcivescovo Manuel Quintano Bonifaz
- Cardinale Buenaventura Córdoba Espinosa de la Cerda
- Cardinale Giuseppe Maria Doria Pamphilj
- Papa Pio VIII
- Papa Pio IX
- Cardinale Gustav Adolf von Hohenlohe-Schillingsfürst
- Arcivescovo Salvatore Magnasco
- Cardinale Gaetano Alimonda
- Cardinale Agostino Richelmy
- Arcivescovo Angelo Bartolomasi
- Arcivescovo Ferdinando Bernardi
- Arcivescovo Francesco Minerva
- Cardinale Salvatore De Giorgi
- Vescovo Vito De Grisantis